# Natur & Kultur
Natur & Kultur (NoK) är ett svenskt bokförlag grundat 1922. Huvudkontoret är beläget i Skogsindustrihuset vid korsningen av Villagatan och Karlavägen på Östermalm i Stockholm.
Förlaget har en omfattande utgivning av läromedel och allmänlitteratur.

## Historik och organisation
Det äkta paret Johan Hansson och Jenny Bergqvist Hansson bildade Natur & Kultur 1922. Förlagets symbol är ett äppelträd.
Sedan 1947 drivs Natur & Kultur som en stiftelse. Förutom bokutgivning är stiftelsens uppgift att "motverka totalitära idéer och statsskick samt främja ekonomisk och politisk frihet". 
2015 köpte Natur & Kultur Weyler förlag.
Den 1 januari 2016 övergick Bokförlaget Atlantis i Natur & Kulturs ägo. Säljare var Svenska litteratursällskapet i Finland, Argentus AB, Niilo Helanders stiftelse, Föreningen Konstsamfundet och bokförlaget Schildts & Söderströms.

## Utgivning
Förlaget satsade redan från början på en bred, folkbildande utgivning och gav ut böcker inom ett flertal områden, bland annat psykologi, naturvetenskap och hälsa.
Johan Hansson var övertygad antinazist och gav ut flera skrifter som angrep Hitlerväldet. Under andra världskriget blev förlagets utgivning vid flera tillfällen drabbad av regeringsingripanden och konfiskeringar och fick böcker belagda med spridningsförbud.
Idag har förlaget en bred allmänlitterär utgivning av fackböcker, läromedel, skönlitteratur och barnböcker. Förlaget har gett ut klassiker i serien Levande litteratur.

## Ledning
Verkställande direktör för Stiftelsen Natur & Kultur har varit:
- Carin Österberg, 1967[6]–1979
- Lars Almgren, 1979[7]–1989
- Lars Grahn, 1989–2005
- Eva Swartz, 2005–2012
- Per Almgren, 2012–